# Wickrathberger Mühle
Die Wickrathberger Mühle war eine Wassermühle mit einem unterschlächtigen Wasserrad am Oberlauf der Niers im Mönchengladbacher Stadtteil Wickrathberg im Regierungsbezirk Düsseldorf.

## Geographie
Die Wickrathberger Mühle hat ihren Standort auf der rechten Seite der Niers, an der Niersstraße 31, im Mönchengladbacher Stadtteil Wickrathberg. Oberhalb befand sich die Kappelsmühle, unterhalb die Schlossmühle Wickrath. Das Gelände, auf dem das Mühlengebäude steht, liegt auf einer Höhe von ca. 63 m über NN.

## Gewässer
Die Niers (GEWKZ) 286 in ihrem alten Flussbett versorgte bis zur Flussbegradigung über Jahrhunderte zahlreiche Mühlen mit Wasser. Die Niers entspringt in Kuckum, einem Ortsteil der Stadt Erkelenz. Bis zur Mündung in die Maas bei Gennep (Niederlande) hat die Niers eine Gesamtlänge von 117,668 km und ein Gesamteinzugsgebiet von 1.380,630 km2. Die Quelle liegt bei 73 m ü. NN, die Mündung bei 9 m ü. NN. Die Pflege und der Unterhalt des Gewässers obliegt dem Niersverband.

## Geschichte
Die Wickrathberger Mühle, die man auch Berger Mühle nannte, wurde 1720 als Ölmühle erbaut. Das stattliche Mühlengebäude gehörte den Herren von Quadt auf Wickrath. Die Mühle wurde später zu einer Getreidemühle mit vier Mahlgängen umgebaut und zeitweise als Bannmühle betrieben. 1812 ging die Mühle in Privatbesitz über. Um 1900 wurde eine Francis-Turbine eingebaut. Bei Bombenangriffen im Jahre 1943 und Sprengung der Niersbrücke im Jahre 1945 wurde die Mühle erheblich beschädigt, konnte den Betrieb jedoch wieder mit einem Elektromotor aufnehmen. 1952 wurde der Mühlenbetrieb eingestellt. Das Mühlengebäude dient heute als Wohnhaus.

## Galerie

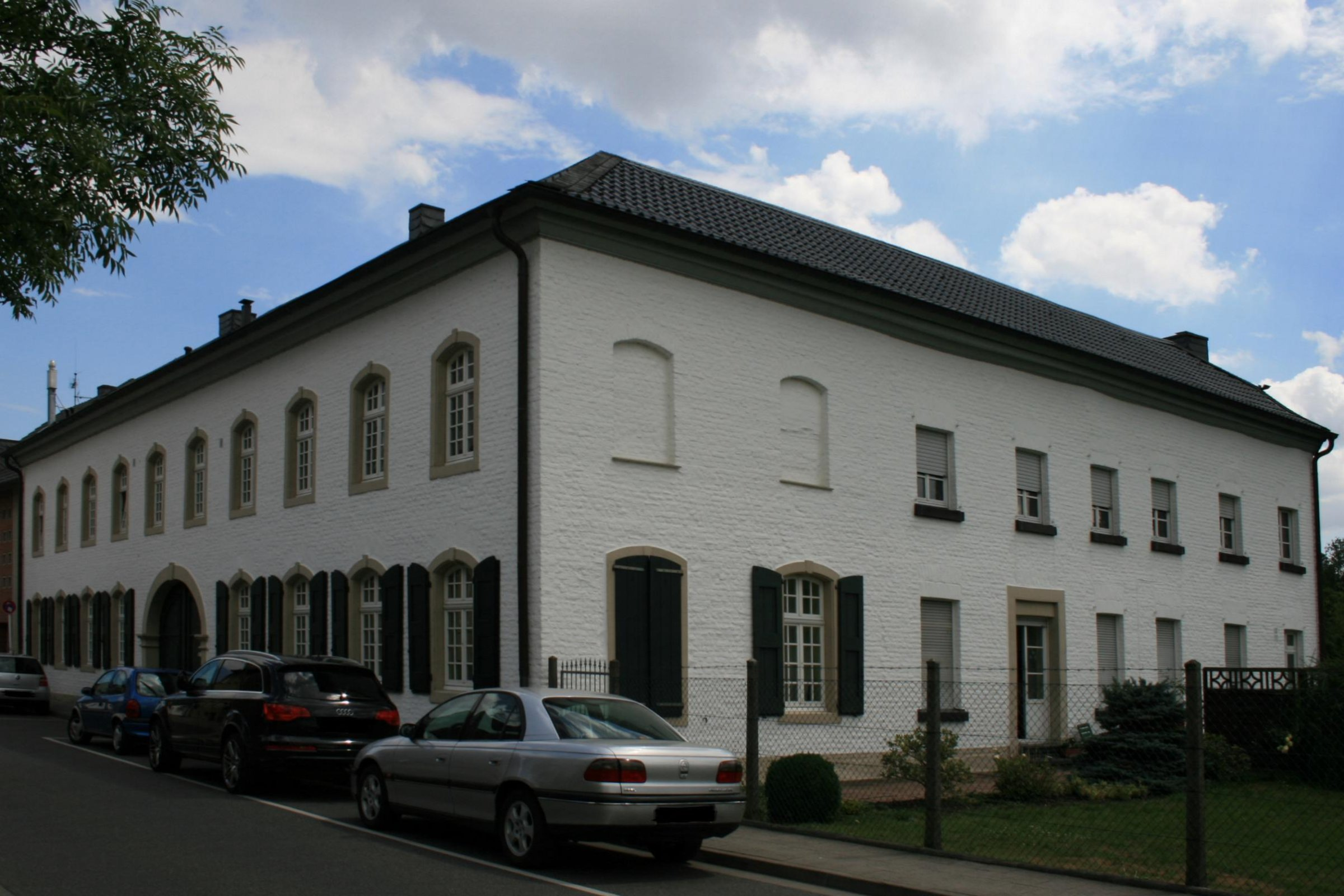
Das Wohnhaus
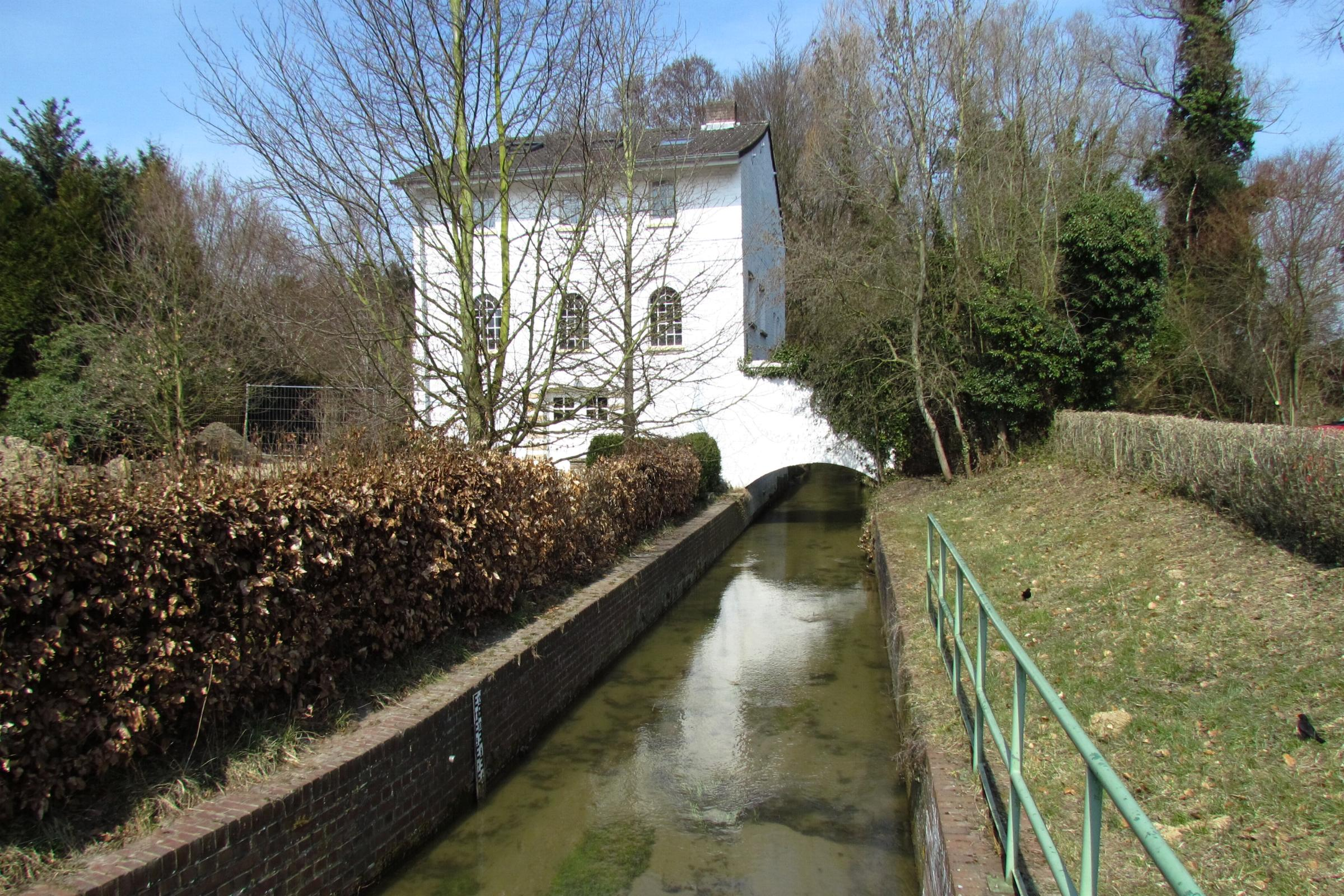
Der Niersverlauf in der Nähe der Mühle
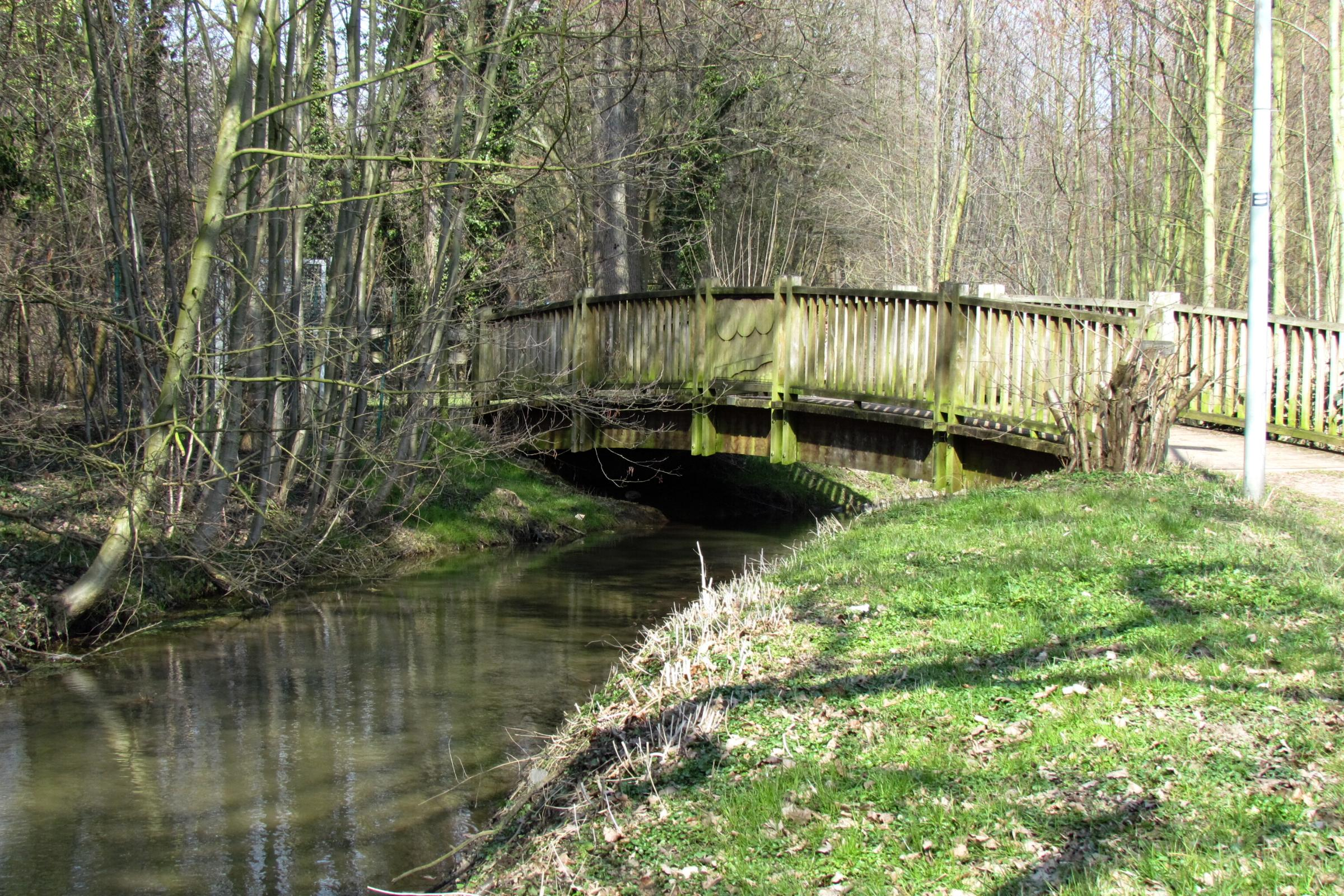
Niersbrücke in der Nähe der Mühle
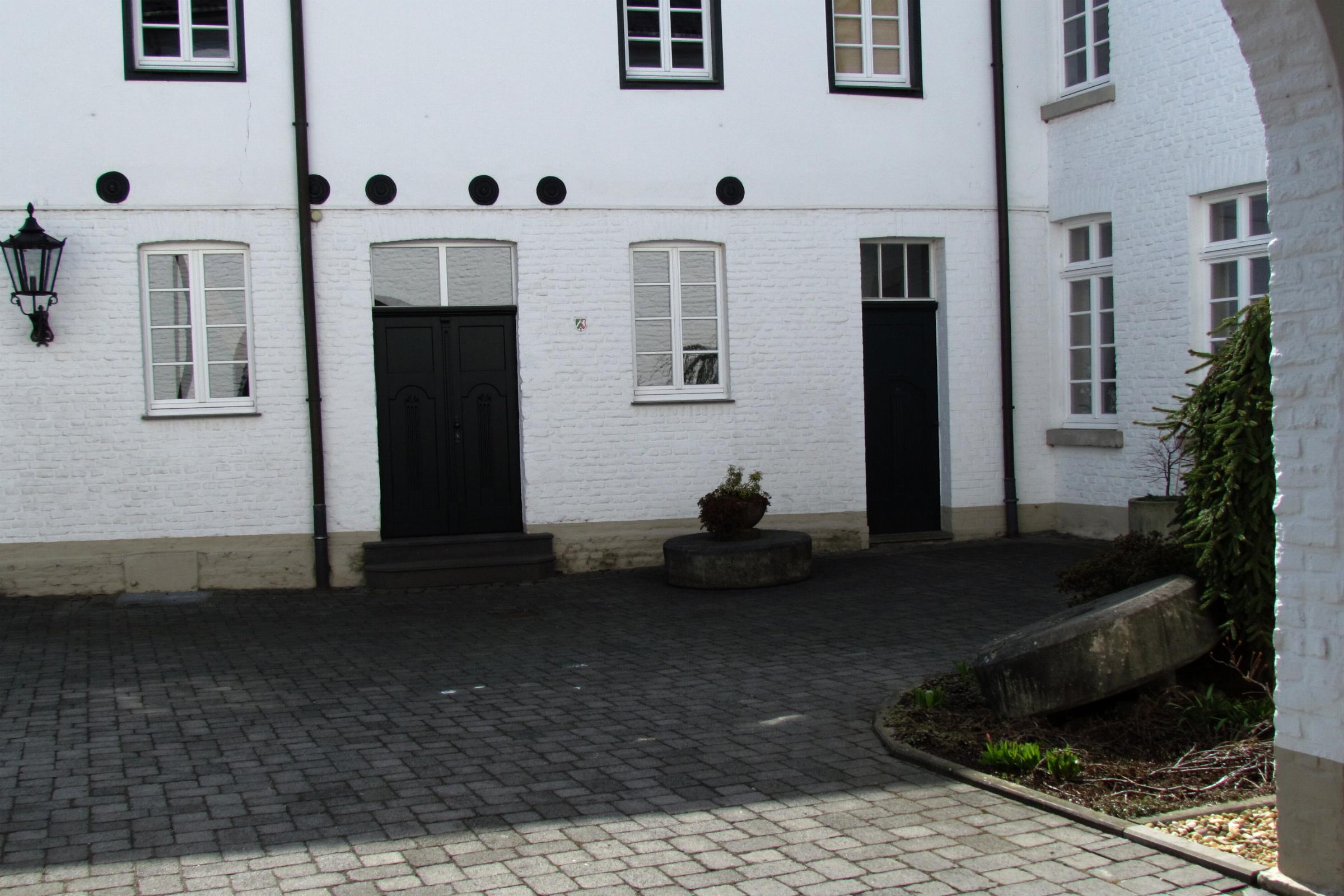
Hofansicht
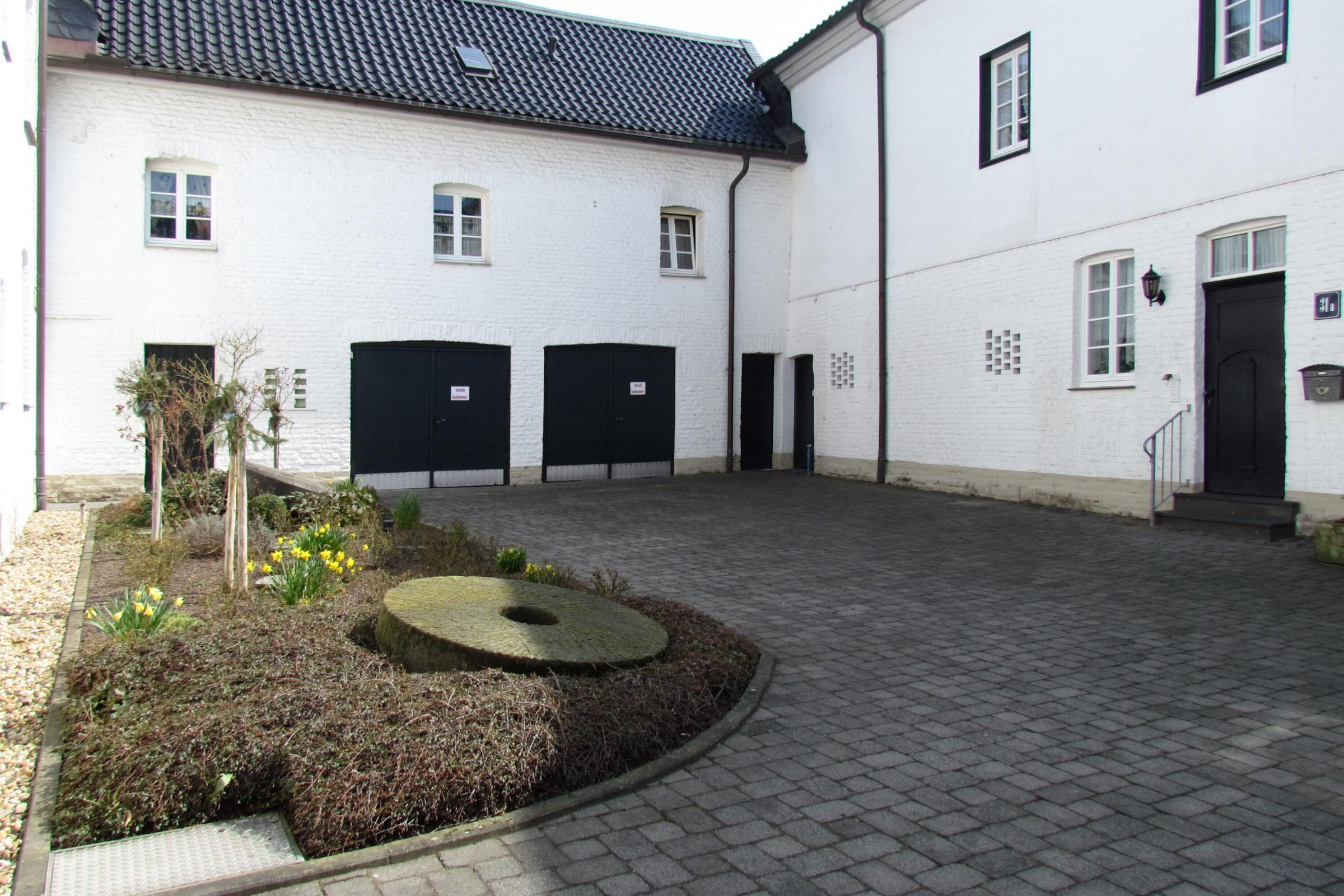
Mühlsteine verzieren dem Innenhof
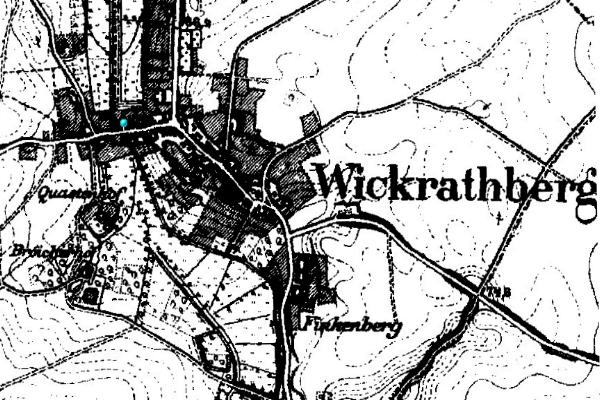
Wickrathberg auf der Karte Neuaufnahme von 1912
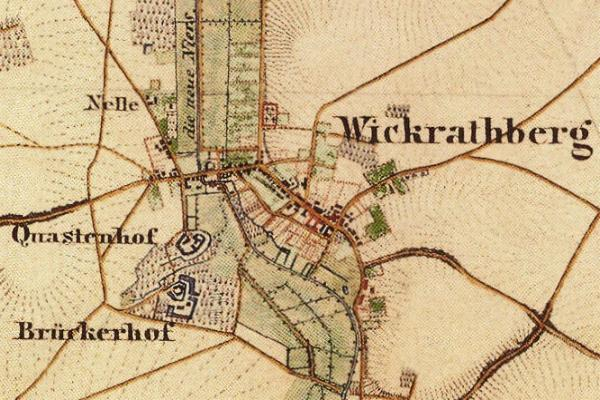
Die Ortslage Wickrathberg auf der Urkatasterkarte von 1846
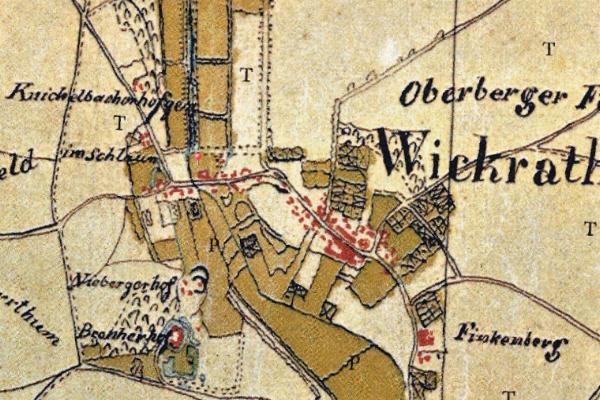
Wickrathberg auf der Tranchotkarte 1803–1820

## Denkmaleintrag
Ehemalige Wassermühle in Wickrathberg Eintrag als Denkmal am 4. Dezember 1984
Das Objekt Niersstraße 31 steht im Ortsteil Wickrathberg in Form einer geschlossenen Hofanlage in der Nähe der Niers. Das barocke Wohnhaus ist zweigeschossig in Backstein mit Satteldach erbaut. Die Wirtschaftszufahrt ist mit einem Rundbogen versehen, links und rechts je vier Fenster. Baujahr 17. – 18. Jahrhundert. Entlang der Straße im 1. OG zehn Fensterachsen.
- Denkmalliste MG N.004